# 1962-es labdarúgó-világbajnokság (4. csoport)
Az 1962-es labdarúgó-világbajnokság 4. csoportjának mérkőzéseit május 30. és június 7. között játszották. A csoportban Anglia, Argentína, Magyarország és a világbajnoki mezőnyben újonc Bulgária szerepelt.
A csoportból Magyarország és Anglia jutott tovább az első két helyen. A mérkőzéseken összesen 15 gól esett.

## Végeredmény
| Csapat       | M | Gy | D | V | Rg | Kg | Gá   | P |
| ------------ | - | -- | - | - | -- | -- | ---- | - |
| Magyarország | 3 | 2  | 1 | 0 | 8  | 2  | 4.00 | 5 |
| Anglia       | 3 | 1  | 1 | 1 | 4  | 3  | 1.33 | 3 |
| Argentína    | 3 | 1  | 1 | 1 | 2  | 3  | 0.67 | 3 |
| Bulgária     | 3 | 0  | 1 | 2 | 1  | 7  | 0.14 | 1 |

## Mérkőzések

### Argentína – Bulgária
| 1962. május 30. 15:00 |

| Argentína  | 1 – 0               | Bulgária |
| ---------- | ------------------- | -------- |
| Facundo 4' | (1 – 0) Jegyzőkönyv |          |

| Estadio El Teniente, Rancagua Nézőszám: 7,134 Játékvezető: Juan Gardeazabal (spanyol) Asszisztensek: Felipe Buergo (mexikói), Raymond Morgan (kanadai) |

| Argentína | Bulgária |

| GK                   | 1  | Antonio Roma     |
| RB                   | 4  | Alberto Sainz    |
| CB                   | 15 | Rubén Navarro    |
| CB                   | 6  | Raúl Páez        |
| LB                   | 3  | Silvio Marzolini |
| MF                   | 13 | Oscar Rossi      |
| MF                   | 5  | Federico Sacchi  |
| OR                   | 7  | Héctor Facundo   |
| IR                   | 9  | Marcelo Pagani   |
| IL                   | 10 | José Sanfilippo  |
| OL                   | 11 | Raúl Belén       |
| Szövetségi kapitány: |    |                  |
| Juan Carlos Lorenzo  |    |                  |

| GK                   | 1  | Georgi Najdenov |
| RB                   | 2  | Kiril Rakarov   |
| CB                   | 3  | Ivan Dimitrov   |
| LB                   | 4  | Sztojan Kitov   |
| MF                   | 5  | Dimitar Kosztov |
| MF                   | 6  | Nikola Kovacsev |
| OR                   | 7  | Todor Diev      |
| IR                   | 13 | Petar Velicskov |
| CF                   | 9  | Hriszto Iliev   |
| IL                   | 11 | Dimitar Jakimov |
| OL                   | 10 | Ivan Kolev      |
| Szövetségi kapitány: |    |                 |
| Georgi Pacsedzsiev   |    |                 |

### Magyarország – Anglia
| 1962. május 31. 15:00 |

| Magyarország         | 2 – 1               | Anglia                 |
| -------------------- | ------------------- | ---------------------- |
| Tichy 17' Albert 61' | (1 – 0) Jegyzőkönyv | Flowers 60' (11-esből) |

| Estadio El Teniente, Rancagua Nézőszám: 7,938 Játékvezető: Leo Horn (holland) Asszisztensek: Antoine Blavier (belga), Leo Goldstein (izraeli) |

| Magyarország | Anglia |

| GK                   | 1  | Grosics Gyula     |
| DF                   | 2  | Mátrai Sándor     |
| DF                   | 3  | Mészöly Kálmán    |
| DF                   | 4  | Sárosi László     |
| DF                   | 5  | Solymosi Ernő     |
| MF                   | 6  | Sipos Ferenc      |
| MF                   | 7  | Sándor Károly     |
| FW                   | 9  | Albert Flórián    |
| FW                   | 10 | Tichy Lajos       |
| FW                   | 17 | Rákosi Gyula      |
| FW                   | 11 | Monostori Tivadar |
| Szövetségi kapitány: |    |                   |
| Baróti Lajos         |    |                   |

| GK                   | 1  | Ron Springett  |
| DF                   | 2  | Jimmy Armfield |
| DF                   | 3  | Ray Wilson     |
| DF                   | 15 | Maurice Norman |
| DF                   | 16 | Bobby Moore    |
| MF                   | 6  | Ron Flowers    |
| FW                   | 8  | John Connelly  |
| FW                   | 9  | Gerry Hitchens |
| FW                   | 10 | Johnny Haynes  |
| FW                   | 11 | Bobby Charlton |
| FW                   | 17 | Bryan Douglas  |
| Szövetségi kapitány: |    |                |
| Walter Winterbottom  |    |                |

### Anglia – Argentína
| 1962. június 2. 15:00 |

| Anglia                                          | 3 – 1               | Argentína      |
| ----------------------------------------------- | ------------------- | -------------- |
| Flowers 17' (11-esből) Charlton 42' Greaves 67' | (2 – 0) Jegyzőkönyv | Sanfilippo 81' |

| Estadio El Teniente, Rancagua Nézőszám: 9,794 Játékvezető: Nyikolaj Gavrilovics Latisev (szovjet) Asszisztensek: Adolfo Reginato (chilei), Raymond Morgan (kanadai) |

| Anglia | Argentína |

| GK                   | 1  | Ron Springett  |
| RB                   | 2  | Jimmy Armfield |
| LB                   | 3  | Ray Wilson     |
| RH                   | 16 | Bobby Moore    |
| CH                   | 15 | Maurice Norman |
| LH                   | 6  | Ron Flowers    |
| OR                   | 17 | Bryan Douglas  |
| IR                   | 8  | Jimmy Greaves  |
| CF                   | 19 | Alan Peacock   |
| IL                   | 10 | Johnny Haynes  |
| OL                   | 11 | Bobby Charlton |
| Szövetségi kapitány: |    |                |
| Walter Winterbottom  |    |                |

| GK                   | 1  | Antonio Roma        |
| RB                   | 18 | Vladislao Cap       |
| CB                   | 15 | Rubén Navarro       |
| CB                   | 6  | Raúl Páez           |
| LB                   | 3  | Silvio Marzolini    |
| MF                   | 5  | Federico Sacchi     |
| MF                   | 16 | Antonio Rattín      |
| OR                   | 20 | Juan Carlos Oleniak |
| IR                   | 19 | Rubén H. Sosa       |
| IL                   | 10 | José Sanfilippo     |
| OL                   | 11 | Raúl Belén          |
| Szövetségi kapitány: |    |                     |
| Juan Carlos Lorenzo  |    |                     |

### Magyarország – Bulgária
| 1962. június 3. 15:00 |

| Magyarország                               | 6 – 1               | Bulgária     |
| ------------------------------------------ | ------------------- | ------------ |
| Albert 1' 6' 53' Tichy 8' 70' Solymosi 12' | (4 – 0) Jegyzőkönyv | Szokolov 64' |

| Estadio El Teniente, Rancagua Nézőszám: 7,442 Játékvezető: Juan Gardeazabal (spanyol) Asszisztensek: Robert Davidson (skót), Luis Silva (chilei) |

| Magyarország | Bulgária |

| GK                   | 22 | Ilku István    |
| DF                   | 2  | Mátrai Sándor  |
| DF                   | 3  | Mészöly Kálmán |
| DF                   | 4  | Sárosi László  |
| DF                   | 5  | Solymosi Ernő  |
| MF                   | 6  | Sipos Ferenc   |
| MF                   | 8  | Göröcs János   |
| FW                   | 7  | Sándor Károly  |
| FW                   | 9  | Albert Flórián |
| FW                   | 10 | Tichy Lajos    |
| FW                   | 11 | Fenyvesi Máté  |
| Szövetségi kapitány: |    |                |
| Baróti Lajos         |    |                |

| GK                   | 12 | Georgi Najdenov    |
| DF                   | 4  | Kiril Rakarov      |
| DF                   | 2  | Ivan Dimitrov      |
| DF                   | 18 | Sztojan Kitov      |
| DF                   | 3  | Dimitar Kosztov    |
| MF                   | 5  | Nikola Kovacsev    |
| FW                   | 8  | Georgi Szokolov    |
| FW                   | 7  | Petar Velicskov    |
| FW                   | 9  | Georgi Aszparuhov  |
| FW                   | 20 | Dinko Dermendzsiev |
| FW                   | 22 | Ivan Kolev         |
| Szövetségi kapitány: |    |                    |
| Georgi Pacsedzsiev   |    |                    |

### Magyarország – Argentína
| 1962. június 6. 15:00 |

| Magyarország | 0 – 0       | Argentína |
| ------------ | ----------- | --------- |
|              | Jegyzőkönyv |           |

| Estadio El Teniente, Rancagua Nézőszám: 7,945 Játékvezető: Arturo Yamasaki (perui) Asszisztensek: Morales Bulnes (chilei), Juan Gardeazabal (spanyol) |

| Magyarország | Argentína |

| GK                   | 1  | Grosics Gyula     |
| DF                   | 2  | Mátrai Sándor     |
| DF                   | 3  | Mészöly Kálmán    |
| DF                   | 4  | Sárosi László     |
| DF                   | 5  | Solymosi Ernő     |
| MF                   | 6  | Sipos Ferenc      |
| MF                   | 8  | Göröcs János      |
| FW                   | 10 | Tichy Lajos       |
| FW                   | 17 | Rákosi Gyula      |
| FW                   | 18 | Monostori Tivadar |
| FW                   | 19 | Kuharszki Béla    |
| Szövetségi kapitány: |    |                   |
| Baróti Lajos         |    |                   |

| GK                   | 12 | Rogelio Domínguez      |
| DF                   | 4  | Alberto Sainz          |
| DF                   | 2  | José Ramos Delgado     |
| DF                   | 18 | Vladislao Cap          |
| DF                   | 3  | Silvio Marzolini       |
| MF                   | 5  | Federico Sacchi        |
| FW                   | 8  | Martín Pando           |
| FW                   | 7  | Héctor Facundo         |
| FW                   | 9  | Marcelo Pagani         |
| FW                   | 20 | Juan Carlos Oleniak    |
| FW                   | 22 | Alberto Mario González |
| Szövetségi kapitány: |    |                        |
| Juan Carlos Lorenzo  |    |                        |

### Anglia – Bulgária
| 1962. június 7. 15:00 |

| Anglia | 0 – 0       | Bulgária |
| ------ | ----------- | -------- |
|        | Jegyzőkönyv |          |

| Estadio El Teniente, Rancagua Nézőszám: 5,700 Játékvezető: Antoine Blavier (belga) Asszisztensek: Adolfo Reginato (chilei), Bel López Morales (kolumbiai) |

| Anglia | Bulgária |

| GK                   | 1  | Ron Springett  |
| DF                   | 2  | Jimmy Armfield |
| DF                   | 3  | Ray Wilson     |
| DF                   | 15 | Maurice Norman |
| DF                   | 16 | Bobby Moore    |
| MF                   | 6  | Ron Flowers    |
| FW                   | 8  | John Connelly  |
| FW                   | 10 | Johnny Haynes  |
| FW                   | 11 | Bobby Charlton |
| FW                   | 17 | Bryan Douglas  |
| FW                   | 19 | Alan Peacock   |
| Szövetségi kapitány: |    |                |
| Walter Winterbottom  |    |                |

| GK                   | 1  | Georgi Najdenov     |
| DF                   | 3  | Ivan Dimitrov       |
| DF                   | 5  | Dimitar Kosztov     |
| DF                   | 8  | Dimitar Dimov       |
| DF                   | 12 | Dobromir Zsecsev    |
| MF                   | 6  | Nikola Kovacsev     |
| MF                   | 16 | Alekszandar Kosztov |
| FW                   | 10 | Ivan Kolev          |
| FW                   | 13 | Petar Velicskov     |
| FW                   | 14 | Georgi Szokolov     |
| FW                   | 19 | Dinko Dermendzsiev  |
| Szövetségi kapitány: |    |                     |
| Georgi Pacsedzsiev   |    |                     |